# Ikari Warriors II: Victory Road
Ikari Warriors II: Victory Road is een computerspel dat werd uitgegeven door SNK. Het spel kwam in 1986 uit als arcadespel. Later volgde release voor andere populaire homecomputers. Het spel gaat verder waar Ikari Warriors eindigde. Het doel is ruimtewezens te verslaan door middel van granaten en andere wapens. Het speelveld van het actiespel wordt vean bovenaf getoond.

## Platforms
| Jaar | Platform                           |
| ---- | ---------------------------------- |
| 1986 | Arcade                             |
| 1987 | Apple II, Commodore 64, PC Booter  |
| 1988 | Amstrad CPC, DOS, NES, ZX Spectrum |
| 1989 | Amiga, Atari ST                    |
| 2006 | Windows                            |
| 2011 | PSP, PlayStation 3                 |

## Ontvangst
| Beoordeeld door       | Platform | Datum         | Score |
| --------------------- | -------- | ------------- | ----- |
| Power Play            | Atari ST | januari 1989  | 64%   |
| All Game Guide        | NES      | 1998          | 60%   |
| The Video Game Critic | NES      | 16 maart 2004 | 58%   |
| Video Game Den        | NES      | 14 juni 2011  | 40%   |